# Carneros
Carneros es una localidad española perteneciente al municipio de Villaobispo de Otero, en la provincia de León, comunidad autónoma de Castilla y León.

## Situación
Confina con Sopeña de Carneros al N; con San Román de la Vega al E; con Astorga al S; y con Brimeda al NO.

## Evolución demográfica
| 2000 | 2001 | 2002 | 2003 | 2004 | 2005 | 2006 | 2007 | 2008 | 2009 | 2010 | 2011 |
| 147  | 141  | 136  | 132  | 132  | 133  | 133  | 128  | 127  | 123  | 126  | 123  |